# Laomenes
Laomenes is een geslacht van kreeftachtigen uit de klasse van de Malacostraca (hogere kreeftachtigen).

## Soorten
- Laomenes amboinensis (de Man, 1888)
- Laomenes ceratophthalmus (Borradaile, 1915)
- Laomenes clarki Marin, 2009
- Laomenes cornutus (Borradaile, 1915)
- Laomenes gyrophthalmus Marin, Chan & Okuno, 2012
- Laomenes holthuisi Marin & Okuno, 2010
- Laomenes jackhintoni (Bruce, 2006)
- Laomenes nudirostris (Bruce, 1968)
- Laomenes pardus Marin, 2009
- Laomenes pestrushka Marin, Chan & Okuno, 2012
- Laomenes tigris Marin, 2009